# Merianthera burlemarxii
Merianthera burlemarxii är en tvåhjärtbladig växtart som beskrevs av John Julius Wurdack. Merianthera burlemarxii ingår i släktet Merianthera och familjen Melastomataceae. Inga underarter finns listade i Catalogue of Life.